# Milagro (Ecuador)
Milagro, también conocida como San Francisco de Milagro, es una ciudad ecuatoriana; cabecera del cantón homónimo y la tercera urbe más grande y poblada de la Provincia del Guayas. Se localiza al centro-sur de la Región Litoral de Ecuador, en una extensa llanura atravesada por el Río Milagro, a una altitud media de 11 m s. n. m. y con un clima tropical de sabana de 25,5 °C en promedio.
Es llamada "La tierra más dulce del Ecuador" por su importante producción de piña y caña de azúcar. En el censo del año 2022 la ciudad tenía una población de 159.970 habitantes, lo que la convierte en la décima cuarta ciudad más poblada del país. Forma parte de la Conurbación de Guayaquil, pues su actividad económica, social y comercial está fuertemente ligada a Guayaquil, siendo "ciudad dormitorio" para miles de trabajadores que se trasladan a Guayaquil por vía terrestre diariamente. El conglomerado alberga a 3'618.450 habitantes, y ocupa la primera posición entre las conurbaciones del Ecuador.
Sus orígenes datan del siglo XVIII, pero es a inicios del siglo XX, debido a la fundación del Ingenio Valdez, junto con su privilegiada ubicación geográfica, cuando presenta un acelerado crecimiento demográfico hasta establecer un poblado urbano, que sería posteriormente, uno de los principales núcleos urbanos de la nación. Es uno de los más importantes centros administrativos, económicos, financieros y comerciales del Ecuador. Las actividades principales de la ciudad son la industria azucarera, el comercio y la agricultura.

## Toponimia
En 1784, María de Salcedo, residente del entonces pequeño poblado de Chirijos enfermó con la terrible fiebre "terciana", ella recién se había mudado de la sierra, por lo que era muy vulnerable a esta enfermedad tropical, y decayó seriamente, sin lograrse curar con ningún medicamento; entonces su esposo, Don Miguel de Salcedo, realizó una novena en honor a San Francisco de Asís, coincidiendo que, un indígena vecino del español, le entregó una porción de raíces, indicándole que con ellas le hiciera poción. Don Miguel cumplió la orden del indio y su esposa se recuperó rápidamente. Esta curación, no la atribuyó a la bondad de las raíces de la poción, sino que dijo que era la "novena" a San Francisco la que había salvado a su esposa y por tal motivo, a su hacienda empezaron a llamarla la "casa del Milagro".
En el año de 1786, Miguel de Salcedo pidió al Gobernador de Guayaquil que, al Recinto formado por su casa y las de los peones y vecinos, se pusiese el nombre de San Francisco del Milagro, en mérito a la curación efectuada en su esposa. Desde entonces oficialmente empezó a llamarse Milagro.

## Historia

### Época prehispánica
Milagro es una zona tropical y fue habitada desde hace miles de años por numerosa población aborigen perteneciente a la cultura Cayapa Colorado. Estos no solo ocupaban lo que hoy es la ciudad de Milagro sino, también lo que hoy son las provincias de Los Ríos y el Guayas.
En años anteriores no se conocía nada sobre la prehistoria de la ciudad, más los trabajos del Sr. Emilio Estrada Icaza dentro de la ciencia de la arqueología hace que el nombre de Milagro pase a un plano internacional. Milagro era el centro y epicentro cultural y comercial, por eso el arqueólogo Emilio Estrada Ycaza lo señala en uno de sus libros cuando dice "Milagro demuestra ser la cultura portadora a través del Ecuador de elementos norteños y sureños".
Alrededor del año 500 d. C. apareció la Cultura Milagro-Quevedo que existió, hasta la llegada de la invasión española alrededor del año 1500 d. C. Esta cultura prehispánica ocupó la zona comprendida entre las estribaciones occidentales de la cordillera de los Andes y las colinas del litoral ecuatoriano, constituyendo, con los Atacames, Jama II y Manteña-Huancavilca las últimas culturas en la costa ecuatoriana antes de la llegada de los primeros españoles en 1526, con quienes se iniciará el periodo de conquista y colonización.
En la Zona en la que se asienta la actual ciudad motivo de esta investigación vivieron, específicamente, los habitantes de la parcialidad Vellín (1581) que para 1593 ya se escribía como Belín, tal cual se denomina hasta hoy a un estero y al sector ubicados al suroeste de la ciudad de Milagro.
Milagro-Quevedo constituye una de las culturas precolombinas que mayores territorios ocupó, pues su expansión comprendió todo el sistema fluvial del Guayas incluyendo sus dos grandes ríos Daule y Babahoyo, y todos sus afluentes.
Se definían étnicamente como chonos, sus miembros fueron consumados orfebres que trabajaron delicadamente.
Uno de los rasgos que caracterizaban a esta cultura y quizá el más destacado fue la existencia de un gran número de Tolas, (tumbas en forma de montículo), en casi todo el territorio que ocuparon. A menudo estas Tolas se encuentran en grupos, pero las hay también aisladas. Los tamaños son variables, así como sus formas. Las más pequeñas suelen medir unos 10 metros de diámetro por apenas solo dos de altura, mientras que las más grandes pueden tener dimensiones impresionantes: más de 100 metros de longitud por unos 30 de altura y sobrepasando los 10 de altura.

### Época colonial
Las tierras de Milagro fueron deshabitadas hasta mediados del siglo XVIII, porque en sus cercanías empezaron a formarse haciendas. A la zona se denominó Chirijos. La hacienda más famosa de esa época fue la de Don Miguel de Salcedo, porque según él, en su hacienda hubo un milagro divino y es por eso que la naciente población se empezó a llamarse Milagro. A inicios del siglo XIX el poblado empezó a crecer.

### Época republicana
El 8 de noviembre de 1820, la Junta de Gobierno de Guayaquil, elevó a El Milagro a la categoría de recinto de la Provincia Libre de Guayaquil. En 1826 es ya considerada viceparroquia, siendo Yaguachi su Parroquia. El 24 de octubre de 1841, sus habitantes solicitaron su parroquialización y el 17 de octubre de 1842 en la presidencia del Gnrl. Juan José Flores gracias a la intervención de Vicente Rocafuerte se elevó a Milagro a parroquia rural del cantón Guayaquil.
A mediados del siglo XIX, tras huir del terremoto de Ibarra llegaron a Milagro Rafael Valdez Cervantes, Manuel Antonio Andrade Subía y el Dr. Modesto Jaramillo Egas, tres personajes que luego influirían notablemente en la ciudad.
El 1 de mayo de 1874, empezó a funcionar el primer servicio regular del Ferrocarril Transandino, entre Yaguachi y Milagro, siendo una de las primeras poblaciones del país en contar con este servicio. Gracias a que el ferrocarril atravesaba el poblado, Milagro aceleró su crecimiento.
El primer Teniente Político de la Parroquia Milagro fue don José María Vallejo, como principal, y Don Manuel Paredes como suplente. Desde 1842, que fue elevado a Parroquia hasta 1914 que se cantonizó, o sea durante su vida parroquial, se hicieron las siguientes obras públicas: La Casa Municipal, Plaza del Mercado, el cementerio, el Parque Central Rafael Valdez, el Puente Sucre. En el gobierno del Dr. Gabriel García Moreno, se inicia la obra del ferrocarril en Milagro.
El 25 de junio de 1877, Rafael Valdez Cervantes, visitó la hacienda San Jacinto de Chirijo, que por entonces pertenecía a su amigo y compadre José Julián Lara Molina y compró la mitad de esos terrenos en 4 500 pesos para instalar un ingenio de azúcar; el 1 de octubre de 1879 compró el resto de la hacienda. Más tarde el naciente Ingenio Valdez empezó a industrializarse gracias a las grandes cosechas de la hacienda, llegando incluso a poseer energía eléctrica. Esto permitió que Milagro se constituya en la primera población en el Ecuador en contar con el servicio de alumbrado público. El 2 de noviembre de 1891 la empresa se constituyó en Agrícola Industrial y Comercial que, con el nombre de Sucesores de Rafael Valdez, quedó conformada por su viuda Victoria Concha y de sus hijos menores de edad; y, María Valdez de Dillon, representada por su cónyuge Luis Adriano Dillon. Desde entonces el Ingenio Valdez ha contribuido notablemente en el crecimiento de Milagro.
En la primera administración del general Leonidas Plaza Gutiérrez.- 1.901 - 1.905, había cursado en Congreso un Proyecto de Cantonización de Milagro, pero por obstáculos del Gobierno no llegó a cumplirse. A pesar de haber sido derrotados en su primer intento, los milagreños no desmayaron en su empeño y aprovechando que en 1.912 el pueblo de Milagro ayudó en la lucha por la constitución. Estas gestiones fueron decididamente apoyadas por el pueblo de Milagro. El 5 de junio de 1913 hubo una reunión en la "Sociedad de Protección Mutua", la ciudadanía respondió con patriotismo y quedó organizado en esta fecha el Comité Pro-Cantonización que más tarde se llamó 18 de enero.

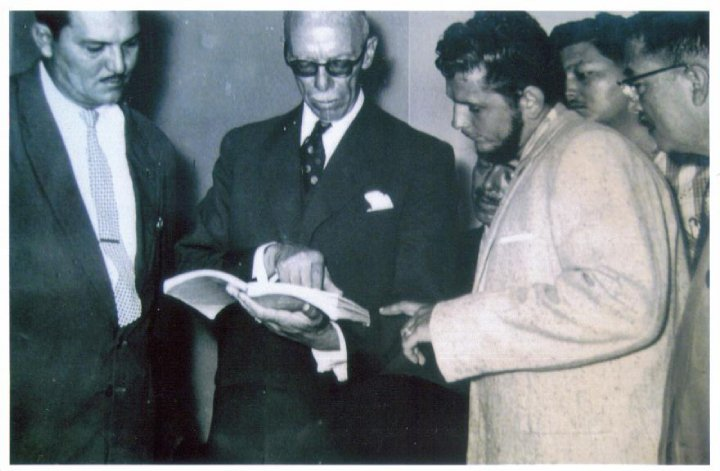
El alcalde milagreño Humberto Centanaro Gando junto al presidente José María Velasco Ibarra.

Este comité fue el que realizó una intensa labor hasta conseguir la cantonización de Milagro. Este proyecto se discutió es sesiones ordinarias del 29 y 30 de agosto de 1913. Los dignatarios del Congreso firman el decreto el día 15 de septiembre y el presidente ocasional General Leonidas Plaza Gutiérrez, firma el ejecútese del Decreto el 17 de septiembre de 1913 Apenas el pueblo de Milagro conoció la cantonización se lanzó a las calles a exteriorizar su satisfacción, alegría y regocijo por la nueva que recibía.
Ya en el 1978 cuando el Ecuador retornaba al régimen democrático, fue elegido por votación popular Humberto "Chicho" Centanaro Gando como primer Alcalde de Milagro, durante su primera administración logró la ejecución de importantes obras de infraestructura, así como en el aspecto social y educativo.
Entre las obras que realizó: constan: Creación de los colegios Otto Arosemena Gómez, 17 de Septiembre, Corina Parral de Velasco Ibarra y Nacional Naranjito; fue uno de los gestores de la creación de la Extensión Universitaria de Milagro; fundó la Empresa Eléctrica Milagro C. A.; construyó el edificio de la Biblioteca Pública, Dr. Alfredo Baquerizo Moreno; ayudó para la construcción de las aulas para los colegios Velasco Ibarra, Técnico Milagro, General. Antonio Elizalde.
Inició la construcción del Palacio Municipal; ayudó para dotar de iluminación al estadio Los Chirijos, así como a cincuenta canchas deportivas en escuelas, colegios, ciudadelas, parroquias y recintos.
Posteriormente, el 20 de febrero de 1992, por iniciativa del Diputado del Guayas William Reyes Cuadros, se presenta ante el Congreso Nacional el Proyecto la Ley de Creación de la Provincia de Milagro mismo que fue aprobado en primer debate, pero cuyo segundo debate nunca se dio. Cabe mencionar que esta reivindicación social histórica, al cumplir el cincuentenario de vida cantonal, ya había sido advertida por el Sr. César Cobo Canales, cuando presentó una incipiente propuesta de provincialización a la ciudadanía en el desfile cívico militar.
Para concluir esta breve síntesis histórica se debe destacar que Milagro se ha anotado algunas marcas, como:
- En Milagro se encuentra el “Centro Ceremonial Jerusalén”, Chirijo.
- Los Chirijos inventaron un espejo de pirita, muy similar a los inventados por los indígenas mexicanos.
- La Cultura Milagro-Quevedo utilizó monedas de cobre acuñadas en “T”, que pudieran ser, en esa época, las únicas metálicas fraccionarias de todo el Pacífico Sur. Son también muy parecidas a las mexicanas, lo que evidencia a decir de arqueólogos un posible comercio de ultramar.
- En 1873 se inició, en Milagro, la construcción del Ferrocarril hacia delante. En 1874 se construyó el tramo Milagro-Yaguachi.
- Ya para 1885, Milagro se convirtió, según Vasconcellos  (1991), en la primera población ecuatoriana en iluminar los postes de sus calles con luz eléctrica. En América del Sur se le habían anticipado, probablemente, solo Lima y Buenos Aires.
- En 1889 se fundó el primer periódico del Milagro con el nombre “La voz de Milagro”.
- Los historiadores sostienen que en Milagro se inició la Revolución del Liberalismo Alfarista, pues el 17 de febrero de 1895 el Pelotón Milagro enfrentó a las huestes gobiernistas en Venecia y Conducta, siendo esta la primera batalla revolucionaria.
- En 1931 Antonio Ruiz se convierte en el primer milagreño candidateado a la Presidencia de la Nación.
- El 17 de septiembre de 1933 se construyó en Milagro el primer estadio con cancha de césped  (Cía Valdez). Allí entrenaron los seleccionados ecuatorianos desde 1939 hasta 1945.
- Para lograr la Ley de Reforma Agraria (1963-1964), la manifestación campesina más importante tuvo lugar en Milagro.
- En 1969, en esta ciudad se instaló la primera extensión de la Universidad de Guayaquil (Facultad de Filosofía).
- El 19 de mayo de 1984 se inaugura la primera extensión de la Casa de la Cultura del Ecuador – Núcleo del Guayas, en un cantón diferente a una capital provincial. Lo hace en Milagro.
- El Ferrocarril del Sur que aún recorre su ruta a través de Milagro.

## Política

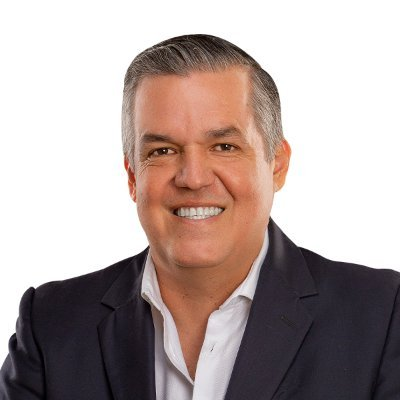
Abg. Pedro Solines - Alcalde de Milagro

A partir de 1978, la ciudad ha tenido a los siguientes alcaldes:
- Humberto Centanaro Gando (1978 - 1984)
- Lic. Tomás Dávila Freire (1984 - 1987)
- Antonio Muñiz Pluas (1987 - 1988)
- Humberto Centanaro Gando (1988 - 1992)
- Ing. Lister Andrade Ortega (1992 - 2000)
- Ing. Jacobo Bucaram Ortiz (2000 - 2002)
- Ing. Iván Coello León (2002 - 2004)
- Ing. Francisco Asán Wonsang (2005 - 2014)
- Ec. Denisse Robles Andrade (2014 - 2019)
- Ing. Francisco Asán Wonsang (2019 - 2023)
- Abg. Pedro Solines Chacón (2023 - 2027)

## Geografía
Milagro se encuentra en la zona occidental de la Provincia del Guayas. El territorio de Milagro está conformado por suelos fértiles, numerosos ríos y esteros, por bosques, plantíos y zonas residenciales; haciendas, fincas y otras propiedades. Al encontrarse en una zona tropical, posee mucha biodiversidad y un clima cálido - húmedo todo el año.

### Clima
De acuerdo con la clasificación climática de Köppen, Milagro experimenta un clima de sabana típico (Aw), el cual se caracteriza por las temperaturas altas, la estación seca coincide con los meses más fríos y las lluvias con los más cálidos. Las estaciones del año no son sensibles en la zona ecuatorial, no obstante, su proximidad al océano Pacífico hace que las corrientes de Humboldt (fría) y de El Niño (cálida) marquen dos períodos climáticos bien diferenciados: un pluvioso y cálido invierno, que va de noviembre a mayo, y un "verano" seco y ligeramente más fresco, entre junio y octubre. 
Su temperatura promedio anual es de 25,5 °C; con un promedio de 26,8 °C, abril es el mes más cálido, mientras agosto es el mes más frío, con 24,1 °C en promedio. Es un clima isotérmico por sus constantes precipitaciones durante todo el año (amplitud térmica anual inferior a 3 °C entre el mes más frío y el más cálido), si bien la temperatura real no es extremadamente alta, la humedad hace que la sensación térmica se eleve hacia los 35 °C o más. En cuanto a la precipitación, goza de lluvias abundantes y regulares siempre superiores a 1800 mm por año; hay una diferencia de 466,4 mm de precipitación entre los meses más secos y los más húmedos. La humedad relativa también es constante, con un promedio anual de 84,6%. 
| Parámetros climáticos promedio de Milagro, Ecuador | Parámetros climáticos promedio de Milagro, Ecuador | Parámetros climáticos promedio de Milagro, Ecuador | Parámetros climáticos promedio de Milagro, Ecuador | Parámetros climáticos promedio de Milagro, Ecuador | Parámetros climáticos promedio de Milagro, Ecuador | Parámetros climáticos promedio de Milagro, Ecuador | Parámetros climáticos promedio de Milagro, Ecuador | Parámetros climáticos promedio de Milagro, Ecuador | Parámetros climáticos promedio de Milagro, Ecuador | Parámetros climáticos promedio de Milagro, Ecuador | Parámetros climáticos promedio de Milagro, Ecuador | Parámetros climáticos promedio de Milagro, Ecuador | Parámetros climáticos promedio de Milagro, Ecuador |
| Mes                                                | Ene.                                               | Feb.                                               | Mar.                                               | Abr.                                               | May.                                               | Jun.                                               | Jul.                                               | Ago.                                               | Sep.                                               | Oct.                                               | Nov.                                               | Dic.                                               | Anual                                              |
| -------------------------------------------------- | -------------------------------------------------- | -------------------------------------------------- | -------------------------------------------------- | -------------------------------------------------- | -------------------------------------------------- | -------------------------------------------------- | -------------------------------------------------- | -------------------------------------------------- | -------------------------------------------------- | -------------------------------------------------- | -------------------------------------------------- | -------------------------------------------------- | -------------------------------------------------- |
| Temp. máx. media (°C)                              | 30.5                                               | 30.4                                               | 31.2                                               | 31.4                                               | 30.8                                               | 29.2                                               | 28.4                                               | 28.5                                               | 29.0                                               | 29.1                                               | 29.4                                               | 30.4                                               | 29.9                                               |
| Temp. media (°C)                                   | 26.2                                               | 26.1                                               | 26.7                                               | 26.8                                               | 26.5                                               | 25.2                                               | 24.3                                               | 24.1                                               | 24.4                                               | 24.9                                               | 25.1                                               | 26.1                                               | 25.5                                               |
| Temp. mín. media (°C)                              | 22.6                                               | 22.8                                               | 23.1                                               | 23.0                                               | 22.9                                               | 21.7                                               | 20.9                                               | 20.4                                               | 20.7                                               | 21.2                                               | 21.4                                               | 22.1                                               | 21.9                                               |
| Precipitación total (mm)                           | 221.3                                              | 469.7                                              | 448.8                                              | 285.2                                              | 133.9                                              | 31.4                                               | 20.3                                               | 3.3                                                | 13.6                                               | 4.0                                                | 56.9                                               | 112.2                                              | 1800.6                                             |
| Horas de sol                                       | 204.6                                              | 208.8                                              | 235.6                                              | 225                                                | 204.6                                              | 165                                                | 151.9                                              | 142.6                                              | 138                                                | 108.5                                              | 108                                                | 167.4                                              | 2060                                               |
| Humedad relativa (%)                               | 86                                                 | 87                                                 | 86                                                 | 86                                                 | 87                                                 | 86                                                 | 86                                                 | 84                                                 | 83                                                 | 82                                                 | 80                                                 | 82                                                 | 84.6                                               |
| Fuente: NOAA Climate-data.org                      |                                                    |                                                    |                                                    |                                                    |                                                    |                                                    |                                                    |                                                    |                                                    |                                                    |                                                    |                                                    |                                                    |

## División Política
La ciudad y el cantón Milagro, al igual que las demás localidades ecuatorianas, se rige por una municipalidad según lo estipulado en la Constitución Política de la República del Ecuador. El Gobierno Autónomo Descentralizado del Cantón Milagro es una entidad de gobierno seccional que administra el cantón de forma autónoma al gobierno central. La municipalidad está organizada por la separación de poderes de carácter ejecutivo representado por el alcalde, y otro de carácter legislativo conformado por los miembros del concejo cantonal.

### Parroquias urbanas
La ciudad de Milagro, desde sus inicios se asentó en las márgenes del Río Milagro. Aún hoy el río es el referente urbano principal de la ciudad, pues la divide en dos partes: Norte y Sur.
En 1947, con la construcción del puente sobre el Río Milagro en la calle 9 de octubre, empieza la extensión de la ciudad hacia el sur. Ya en 1969 la ciudad parecía distribuirse, de manera homogénea, entre el norte y el sur, convirtiéndola en una de las pocas ciudades ecuatorianas que poseen una estructura concéntrica. Sin embargo, para el año 2007, la expansión de la ciudad se ha concentrado más hacia el Sur que hacia el Norte, aunque sus principales instituciones públicas sigan estando en este último sector.
En la actualidad, su estructura sigue siendo concéntrica, pero su crecimiento ha alcanzado ya a los terrenos de la Universidad Agraria del Ecuador por el este y por el noroeste a los terrenos de la Cía. Azucarera Valdez y CODANA, lo cual le produce un estrangulamiento en su zona central. Así, los ciudadanos que habitan en San Miguel, más conocido como “100 camas”, o en la Cooperativa La Chontilla y desean ir al sector de La Pradera, La Lolita, Las Abejas o a la vía a Mariscal Sucre, o viceversa, deben hacer un recorrido en “<” para llegar a su destino. Lo mismo ocurre con los habitantes del sector denominado Javier Romero que desean acudir al sector de la Dáger, Bellavista, Nueva Unida, o viceversa. En el futuro, el asunto se pudiera resolver abriendo un camino, previo acuerdo, a través de los terrenos de la universidad antes mencionada; el caso de los terrenos del Ingenio Valdez es más complicado.
En el futuro cercano la ciudad, desde una óptica naturista, continuará su crecimiento hacia todo el Sur, por cuanto al norte la limitan los sembríos de caña de azúcar.
Los seres humanos suelen asentarse en una determinada área geográfica, de acuerdo a la presencia de algún factor productivo que le permite optimizar sus beneficios. Una eficaz planificación urbana permite avizorar las tendencias de crecimiento de una ciudad y ejecutar un plan para dotar de la infraestructura necesaria a los diferentes grupos poblacionales considerando lo que ellos pudieran necesitar. Será necesario preguntarles, no solo suponer sus necesidades.
Para el caso de Milagro, no solo no se ha planificado el crecimiento urbano, sino que se va dando de manera muy natural y espontánea. Es bueno que se haya podido notar que en el centro de la ciudad se presenta la mayor cantidad de niveles verticales en las edificaciones, y que en las afueras se van ubicando las industrias y zonas agrícolas.
El hecho de que haya edificaciones con más niveles hacia el centro de la ciudad significa, en el caso de una ciudad intermedia como lo es Milagro, que allí se ubica el casco comercial y por tanto, se puede entender de forma expedita y a priori que las casas de salud, las escuelas, las instituciones públicas, los hoteles y hasta el mercado, en fin todos los que quisieran hacer un negocio rentable querrían ubicarse en ese espacio.
Es así como tenemos entre las principales parroquias urbanas:
- Camilo Andrade Manrique
- Chirijos
- Coronel Enrique Valdez C.
- Ernesto Seminario Hans

## Patrimonio
Museo Julio Viteri Gamboa: Está situado dentro del Complejo Turístico Visaltur, aquí se exhiben piezas cerámicas que encontró el iniciador de la arqueología en Milagro, Julio Viteri Gamboa, quien junto a Emilio Estrada Icaza descubrió la cultura Milagro-Quevedo. El principal uso de este lugar es didáctico por ser un medio de difusión de las culturas prehispánicas de la cuenca del Río Guayas, pero sin dejar de lado el uso turístico.

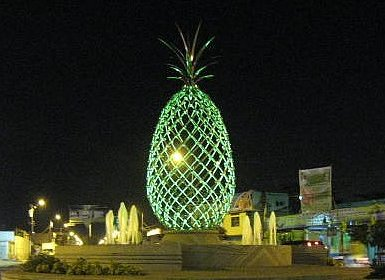
Monumento Iluminado a la Piña Milagro - Ecuador

Monumentos a la Piña: En la ciudad existen tres monumentos que representan a la piña, principal producto agrícola del cantón.
- El primero se encuentra ubicado en la intersección de las avenidas 17 de septiembre y Chirijos, es una estructura metálica de 8 metros de alto, cuenta con 240 luces led, una fuente de agua y jardinera. Fue inaugurado en el 2005 por el exalcalde Francisco Asan.

- El segundo fue construido a base de ferrocemento y recubierto con cerámica de colores alusivos a los de esta fruta insigne del cantón. Está ubicado en el Parque Central de la ciudad y cuenta con una fuente de agua. Fue también inaugurado en el 2005 por el exalcalde Francisco Asan, en conjunto con la regeneración del parque central de la ciudad.

- El tercero también fue construido en ferrocemento y recubierto con cerámica hecha a mano. Está ubicado en el ingreso sur de la ciudad, en el redondel de la denominada "Ruta del Azúcar". Fue inaugurado en el 2018 por la exalcaldesa Denisse Robles.

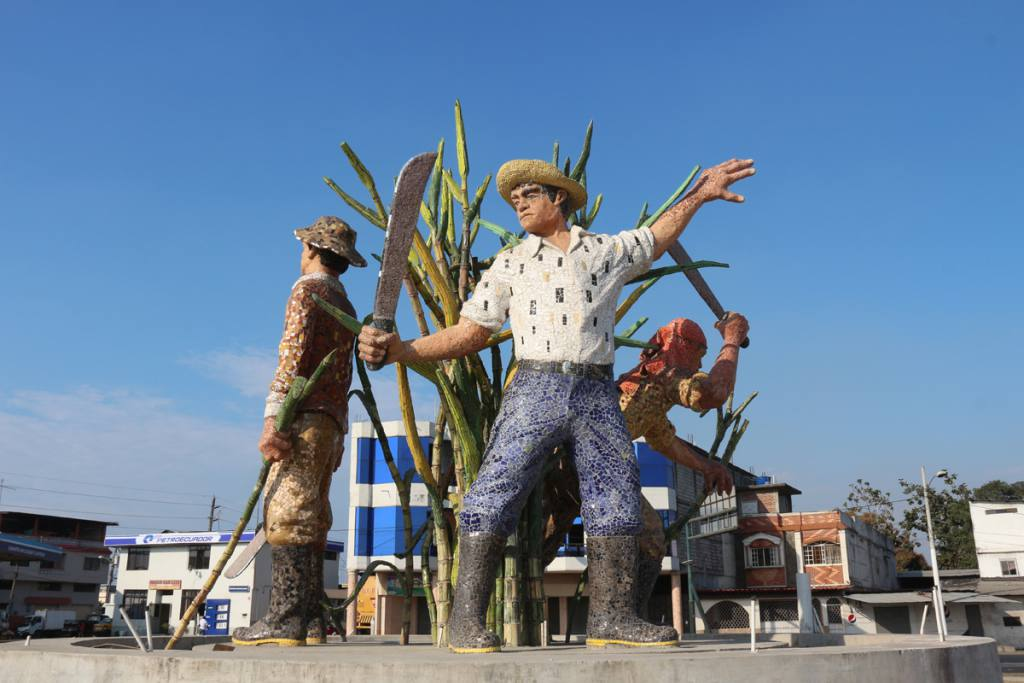
Monumento al Zafrero

Monumento al Zafrero: La caña de azúcar es uno de los motores económicos de Milagro. El monumento al zafrero fue construido a base de ferrocemento y cerámica por el escultor Juan Marcelo Sánchez. Se halla en el norte del cantón, en la Y, en donde se unen las calles Chile y Colombia. Fue inaugurado en el 2013 durante la segunda administración municipal del exalcalde Francisco Asan.  

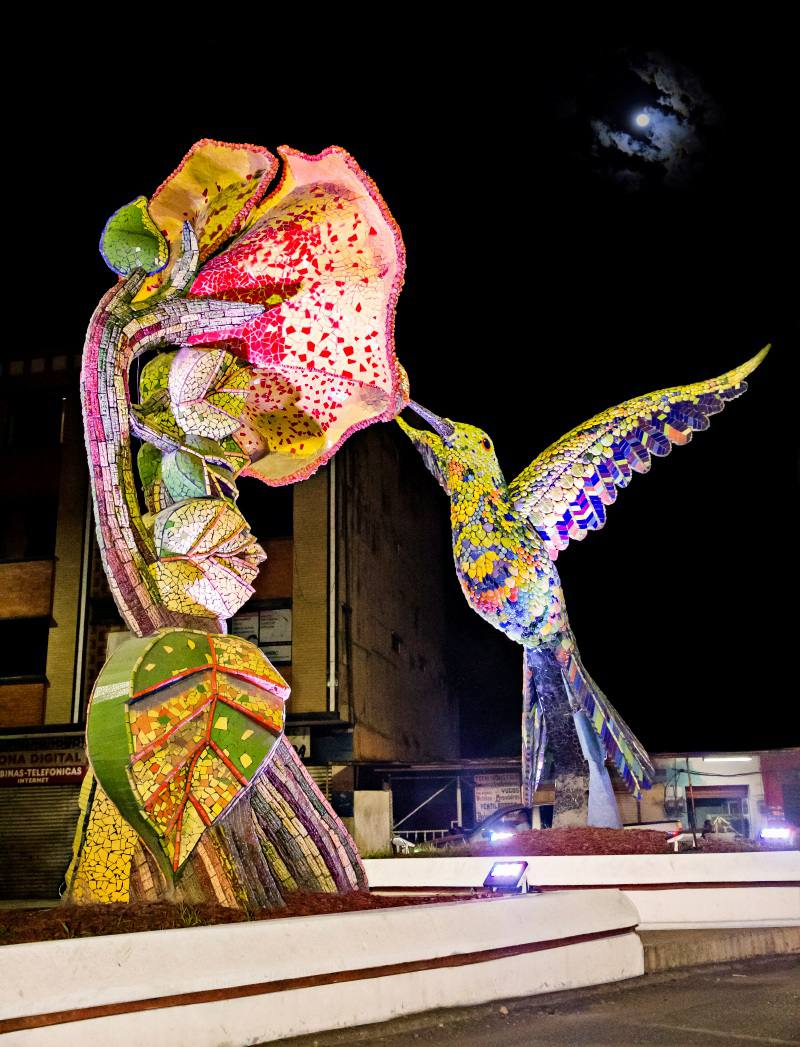
Monumento al Colibrí

Monumento al Colibrí: Esta obra de arte representa la diversidad de viveros y flora del cantón. Está ubicada en la vía a Naranjito, en la intersección de la avenida Colón y la calle Andrés Bello. Cuenta con iluminación led y jardinera. Fue inaugurado en el 2018 por la exalcaldesa Denisse Robles, como parte del plan de regeneración urbana de la calle Andrés Bello.  
Estación del Tren: Se encuentra ubicada en la intersección de la Av. García Moreno y la calle 9 de octubre. La terminal, de 650m2, fue rehabilitada por Ferrocarriles del Ecuador EP tras 20 años de inoperatividad y abandono. La estación forma parte de la ruta "Tren de la Dulzura", que recorre de Durán a Bucay, tiene áreas de atención al cliente y turistas, sala de uso múltiple, Museo del Tren, Tienda del Tren y Café del Tren. Los viajes se realizan durante los días viernes, sábados y domingos. La estadía de los turistas en Milagro es de dos horas y 30 minutos, tiempo en el que estos puedan disfrutar de los atractivos y gastronomía que ofrece el cantón. El recorrido, que tiene un costo de $32 por persona, sale de la estación de Durán a las 08:00 y culmina a las 16:00 en la parada antes mencionada. Los recorridos por las fincas del cantón tienen un costo adicional.

## Demografía
En el área urbana administrativa existen 159.970 habitantes, mientras que en el total del cantón incluyendo las zonas rurales viven 195.943 habitantes. Milagro es la decimocuarta ciudad más poblada del Ecuador y una de las más importantes de Ecuador.
La ciudad de Milagro forma parte de la Conurbación de Guayaquil. Además es la tercera ciudad más poblada de la Provincia del Guayas:
| Población de la Provincia del Guayas |                          |             |           |
| Posición en Guayas                   | Posición en todo el país | Ciudad      | Población |
| 1                                    | 1                        | Guayaquil   | 2 291 158 |
| 2                                    | 6                        | Durán       | 235 769   |
| 3                                    | 14                       | Milagro     | 195.943   |
| 4                                    | 19                       | Daule       | 65 145    |
| 5                                    | 29                       | Samborondón | 42 637    |

En el área urbana 66.062 son hombres y 67.446 son mujeres, mientras que en el área rural 17.179 son hombres y 15.947 son mujeres.

## Educación
El principal centro de educación superior de la ciudad es la Universidad Estatal de Milagro. Esta universidad pública fue creada el 7 de febrero de 2001 y se encuentra ubicada en el suroeste de la ciudad. Además, la Universidad Agraria del Ecuador tiene un campus en la Ciudadela Universitaria en el barrio de San Pedro.
En cuanto a educación primaria y secundaria, en la ciudad existen 93 escuelas y 20 colegios, entre fiscales y particulares.

## Transporte
En el caso de San Francisco de Milagro, no solo que tiene una buena red de infraestructura vial, sino que su ubicación constituye un especial cruce de caminos entre la zona central de la sierra ecuatoriana y el puerto principal, Guayaquil, que además es la ciudad más comercial del país.
Con igual efecto en el comercio, ya que la principal zona fronteriza con el vecino del sur de Ecuador está en Huaquillas, todo aquel que desee ir hacia dicho destino debe pasar, si quiere reducir el tiempo del viaje, obligatoriamente por esta ciudad.
Las abundantes carreteras hacen que se incremente el comercio desde y hacia Milagro, por lo que los productos alimenticios agrícolas en estado natural suelen ser más baratos acá, que en otras ciudades que se encuentran a su alrededor.
El comercio generado en Milagro ha logrado desplazar a la agricultura como la principal fuente de trabajo, puesto que de acuerdo a datos del Instituto Nacional de Estadísticas y Censos, INEC, 5 de cada 10 milagreños se dedican a los servicios, entre ellos el comercio.
Ahora bien, el comercio puede ayudar mucho a la reducción de la pobreza en una ciudad, puesto que es una de las actividades que mayor cantidad de mano de obra utiliza.
¿Entonces, si la vialidad favorece o facilita el comercio y esto último ayuda a reducir la pobreza, por qué en esta ciudad hay cierto porcentaje de pobreza? Porque el hecho de que haya caminos no quiere decir que ellos estuvieren siempre en buen estado o el servicio de transporte prestado hubiere sido siempre óptimo. Por ello, en esto se centrará en lo sucesivo el análisis.
En lo relacionado con las arterias de la ciudad, ellas se encuentran en su mayoría lastradas, otras están adoquinadas y otras en mucha menor cantidad se encuentran asfaltadas.
Sobre esas calles ha debido efectuarse el transporte de las personas y los productos que luego comercializarían.
El transporte intercantonal es digno de una felicitación pública, especialmente si las unidades son de cooperativas propias de Milagro. Cabe destacar que el servicio prestado es reconocido en todo el país como uno de los mejores. Lo único negativo es el excesivo tiempo en los paraderos antes de abandonar la ciudad, y su excesiva frecuencia de paradas realizadas.
Es así que tenemos 3 cooperativas que te llevan desde Milagro hacia Guayaquil: 
- Expreso Milagro
- Rutas Milagreñas
- Ejecutivo Express
- Mariscal Sucre
- Citim
- Marcelino Maridueña

En lo relacionado con las demás cooperativas provenientes de otros cantones, se debe destacar que hay cerca de 20, de ellas los principales destinos son: Guayaquil, Quito, Machala, Yaguachi, Naranjito, Marcelino Maridueña, El Triunfo, Ambato, Riobamba y Babahoyo. Obviamente, antes de llegar a dichos destinos, hay otras poblaciones menores de las cuales también provienen y hacia donde se dirigen los ecuatorianos.
Las vías de entrada y salida (desde y hasta el edificio de la Terminal Terrestre) de los transportes intercantonales, se encuentran en los cuatro puntos cardinales de Milagro, por lo que la ciudad se convierte así en una excelente red y cruce de caminos.
Por otro lado, el transporte urbano es técnicamente un monopolio, ya que es brindado por una única cooperativa. Esto hace que, entre tantas otras desventajas, se reduzca de forma natural la calidad del servicio, pues al no haber competencia directa, el dueño del transporte no está “obligado” a mejorarlo. Es así, como observamos vehículos, con pocas excepciones, con el piso bañado en diésel (causa que los pasajeros resbalen, además de que mancha los uniformes de los escolares, colegiales o empleados de las diferentes instituciones), conductores libidinosos, atropellamientos, choques, retrasos, etc.
De igual manera, algo que no se puede dejar de mencionar es el notorio exceso de pasajeros con el que los buses circulan durante el mediodía, lo que aumenta el riesgo de perjudicados en accidentes.
Algo más en lo que se debiera mejorar: hay graves sospechas acerca de que el valor del pasaje, USD 0.25, es demasiado alto en relación con la distancia transportada de los pasajeros, lo que pudiera ser causa de la enorme cantidad de adquisiciones a plazo de motos de todo tipo, puesto que la cómoda cuota mensual por pagar evita las molestias y compensa el costo de transportarse.
La solución a este problema no es quitarle la licencia para operar a la única cooperativa que presta el servicio, sino permitir a otras cooperativas brindar este servicio, también, a fin de generar competencia. Así, la calidad mejorará.
No está de más mencionar que la actual cooperativa sí ha mejorado su servicio, pero la agilidad con la que lo hace no es la esperada por los pasajeros.

### Avenidas importantes
- 17 de septiembre
- García Moreno
- Los Chirijos
- Cristóbal Colón
- Quito
- Alfredo Adum
- Amazonas
- Mariscal Sucre
- Las Américas
- Jaime Roldós
- Carlos Julio Arosemena

## Economía
En el tema descriptivo económico que nos acoge, sobre las primeras familias y microempresarios, se debe mencionar que el comercio es herencia de los antepasados milagreños, tal es así que la cultura Milagro-Quevedo es una de las pocas, en la costa americana del Pacífico Sur, que usaba monedas metálicas, de acuerdo con Carlos Ortuño. las hachas de cobre (en forma de "T") corrían como moneda hasta los primeros años de la dominación española, según un memorial que, el 31 de octubre de 1548, Francisco López dirige al Presidente del Consejo de Indias.
Por otro lado, dichas hachas de cobre tienen una cercanía en su aspecto físico con las monedas de las culturas mexicanas, lo que supone la existencia en esos tiempos de un comercio ultramar.
Milagro depende de la producción agrícola de las parroquias rurales del cantón y principalmente del Ingenio Valdez, símbolo económico de Milagro.
En diciembre de 2004 se inauguró en la ciudad el centro comercial El Paseo Shopping Milagro, que acogió el día de su apertura a 86.000 personas. Este centro comercial trajo las primeras salas de cine a la ciudad.
San Francisco de Milagro desde hace ya mucho tiempo dejó de ser aquel caserío que dependía de una única fuente de trabajo.
Actualmente, es una ciudad en franco crecimiento y ha tenido un muy significativo despertar en el comercio. Sus habitantes han comprendido que la única vía para su progreso es su propio esfuerzo y no la esperanza de que el Gobierno central de turno envíe la ayuda necesaria.
En ese sentido, Milagro tiene mucho a su favor: es el centro agrícola de la microrregión y es productora de varios bienes y servicios agrícolas. La importancia de la ciudad se evidencia al conocer que en su microrregión se encuentran más de seis de las empresas más grandes del Ecuador, además de varias tabacaleras, procesadoras de productos del mar, destilerías, distribuidoras farmacéuticas, supermercados de todo tipo, piladoras, etc. Sin embargo de ello, pocas son las empresas que inscriben como domicilio de su matriz a la ciudad de Milagro, pues prefieren ir en busca del amparo del puerto principal.
En el territorio milagreño desde 1940 hasta 1950 se uubicaron los ingenios: El Cóndor, La Matilde, Chobo, Valdez, Supaypungo, Chague, Rocafuerte, San Carlos.
Ha contribuido también, al progreso de Milagro, la dolarización y la Ley de Distribución del 15% entre los Gobiernos Seccionales. Así mismo, los emigrantes, a costa de la tristeza de sus familiares, han revitalizado con sus remesas la economía local y han dado un interesante impulso al valor de los bienes raíces.
- La producción y el empleo.

En esta bella ciudad los suelos son extremadamente productivos y generosos, tanto que sus habitantes producen piñas, caña de azúcar, arroz, banano, mango, cacao, café, y tantos otros productos agrícolas de ciclo corto tropical.
Milagro es el 4.º. Cantón con más cultivos permanentes.
El espíritu empresarial es una virtud que vive en los milagreños de forma bastante acentuada, pues 3 de cada 10 son dueños de un micro negocio. Incluso, es reconocido entre investigadores sociales de instituciones del ámbito nacional que en Milagro no hay una sola cuadra en la que falte un negocio de cualquier tipo, por ello se explica que en esta ciudad haya las siguientes organizaciones relacionadas con el comercio: Cámara de Comercio de Milagro, Asociación de Comerciantes, Sociedad Mutua de comerciantes, Cámara de Micro empresarios, Varias asociaciones de comerciantes minoristas.
En el cantón solo la cuarta parte de los negocios fueron creados en el período 2000-2004; sin embargo, de su totalidad el 20% son sociedades anónimas, un 5.08% son compañías limitadas, a un 30.85% se las pudiera considerar sociedades de hecho y el otro 46.44% corresponde a negocios de personas naturales, entre familiares (Sin formalizarse), o algún otro tipo de agrupación o sociedad sin ningún formalismo legal de por medio.
Pero bien, ese espíritu empresarial que se ha estado revisando hasta este momento se ve reflejado en el uso de la tecnología para la optimización de los negocios en una determinada área geográfica. Es así que aquellos países que tienen más computadoras por habitante, por ejemplo, suelen ser los más desarrollados.
En el caso de Milagro, 34 de cada 100 negocios cuentan con sistemas informáticos, de ellos 77 de cada 100 los usan para facilitar las gestiones de facturación, 71 de cada 100 para la gestión de inventarios, 54 para contabilidad y bancos, 55 para optimizar el manejo de las cuentas por pagar y las cuentas por cobrar, y 53 de cada 100 los usan para administrar mejor las compras y la proveeduría.
La economía generada por la informalidad es bastante grande en la ciudad. Pero esto no necesariamente es malo, pues este sector suele ser una válvula de escape en los momentos de crisis, y constituye una gran incubadora de negocios que impulsa la generación de alternativas de emprendimiento basadas en la autogestión. Luego, cuando el ambiente económico general mejora y el negocio particular informal requiera crecer necesitará de algún tipo de crédito bancario o de alguna asociación con otro pequeño microempresario.
En ambos casos los requisitos que deberá cumplir este informal, lo llevarán hacia la formalidad.
Pasando al tema de las fábricas de tamaño mediano y grande, si bien es cierto que la gran mayoría se encuentran en las afueras, también es cierto que aquellas que se encuentran dentro de la ciudad se ubican en su mayoría cerca al río (Con una mayor concentración en la ribera sur) con la finalidad de utilizarlo para arrojar en él sus desechos, tal como lo demuestra la gráfica lo que está prohibido por la Ley.
En cuanto a los hoteles por cuestiones legales se encuentran concentrados en la zona céntrica y los moteles en las afueras de la ciudad, aunque en pocos casos es muy difícil diferenciar las actividades que en ellos se realizan.
Cabe destacar la importancia de estas iniciativas empresariales para facilitar el turismo, la industria sin chimenea, en la ciudad.
En esta ciudad la infraestructura moderna ha cobrado cierta relevancia en las últimas décadas, destacándose el edificio del mercado central, la estación del tren, la cámara del comercio y una gran variedad de edificaciones de escuelas, colegios y empresas tanto públicas como privadas.

## Medios de comunicación

### Prensa
En Milagro se pueden obtener los periódicos editados en la capital de la provincia que también son de circulación nacional: El Universo, El Telégrafo,Diario Expreso, Diario Extra, Diario Súper. Se editan 3 periódicos de tirada local como: Prensa La Verdad, El Milagreño y El Nacional.

### Radio
En Milagro pueden sintonizarse las principales cadenas de radio de cobertura nacional. Se destaca como radio eminente de la zona la Radio La Voz de Milagro, que emite en el 1370 AM y es la emisora más escuchada en la región. Otras radios tienen sus estudios en la ciudad, como Radio Atalaya, Radio Vega Mega y Radio Cadena Dial Milagro.

#### FM
- 93.1 MHz Radio Urbana
- 88.9 MHz Radio Diblu
- 89.3 MHz Radio City
- 89.5 MHz Radio Vega Mega
- 89.7 MHz Radio Punto Rojo
- 90.1 MHz Radio Romance
- 90.5 MHz Radio Canela
- 91.3 MHz Radio Tropicálida
- 91.7 MHz Radio Antena Tres
- 92.1 MHz Radio Estrella
- 92.9 MHz Radio Armónica FM
- 93.7 MHz Radio Disney
- 94.5 MHz Radio Platinum FM
- 94.9 MHz Radio La Otra
- 95.3 MHz Radio Cupido FM
- 99.3 MHz La Radio Redonda
- 100.1 MHz La Prensa Sport
- 103.7 MHz Radio Sonorama
- 104.1 MHz Alfa Radio
- 105.7 MHz Radio Fabu
- 107.1 MHz Radio Cadena Dial Milagro
- 107.3 MHz Radio Rumba Network

#### AM
- 560 kHz CRE Satelital
- 660 kHz Radio Carrousel
- 700 kHz Radio Sucre
- 680 kHz Radio Atalaya Guayaquil
- 750 kHz Radio Caravana
- 800 kHz Radio Super K 800
- 810 kHz Radio Atalaya Milagro
- 830 kHz Radio Huancavilca
- 870 kHz Radio Cristal
- 1050 kHz Radio Águila
- 1190 kHz UCSG Radio
- 1350 kHz Teleradio
- 1370 kHz Radio La Voz de Milagro

### Televisión
| Nombre            | N° Canal | Señal Nacional/Local | Señal Abierta/TDT/Privada |
| ----------------- | -------- | -------------------- | ------------------------- |
| Ecuavisa          | 02       | Nacional             | Abierta                   |
| Tele Milagro      | 03       | Local                | Privada                   |
| RTS               | 04       | Nacional             | Abierta                   |
| Teleamazonas      | 05       | Nacional             | Abierta                   |
| Ecuador TV        | 07       | Nacional             | Abierta                   |
| Gamavisión        | 08       | Nacional             | Abierta                   |
| Milagrocity       | 09       | Local                | Privada                   |
| TC Televisión     | 10       | Nacional             | Abierta                   |
| Televicentro      | 11       | Nacional             | Abierta                   |
| Canal Uno         | 12       | Nacional             | Abierta                   |
| Oromar Televisión | 26       | Nacional             | Abierta                   |
| RTU               | 30       | Nacional             | Abierta                   |
| Telerama          | 32       | Nacional             | Abierta                   |
| UCSG Televisión   | 42       | Regional             | Abierta                   |

## Deporte
La Liga Deportiva Cantonal de Milagro es el organismo rector del deporte en todo el Cantón Milagro y por ende en la urbe se ejerce su autoridad de control. El deporte más popular en la ciudad, al igual que en todo el país, es el fútbol, siendo el deporte con mayor convocatoria.

### Estadio Los Chirijos
Como toda ciudad, debe tener zonas de recreación, tales como parques, estadios, coliseos, piscinas, salones de eventos y presentación de artistas, entre otros.
Es por ello que cuenta con el Estadio Los Chirijos es un estadio multiusos. Fue inaugurado en 1970 durante la administración de la quinta presidencia de José María Velasco Ibarra y la administración del prefecto del Guayas el Sr. Assad Bucaram siendo consejero provincial su mentalizador el Dr Carlos Intriago Alvarado quien cuando ejercía las funciones de presidente del concejo cantonal en 1958 dono a la liga deportiva cantonal de Milagro los terrenos para la posterior construcción de tan magna obra y que fue propuesta en el seno del Consejo provincial en el año de 1967 siendo prefecto el Sr Bolívar San Lucas Z. Y consejero provincial el mismo DR Carlos Intriago A.iniciando la construcción que posteriormente fue inaugurada en elmaño de 1970 por el Sr Assad Bucaram E.Prefecto provincial del Guayas y Dr Carlos Intriago A.Consejero provincial del Guayas. Luego vinieron nuevos y valiosos dirigentes deportivos como Antonio Muñiz Pluas que se encargaron de remodelar y dotar al estadio de cuatro torres para su iluminación de 35 metros de altura cada una, las mismas que estaban compuestas por 72 lámparas de mercurio cada una obra que en su momento fue considerada como la mejor iluminación de Sudamérica.
Está ubicado entre las avenidas Carlos Julio Arosemena Monroy y Quito. Es usado mayoritariamente para la práctica del fútbol, y tiene capacidad para 15.000 espectadores. Está habilitado para albergar los partidos del Campeonato de primera Categoría Series "A" y "B" por la Federación Ecuatoriana de Fútbol.
Desempeña un importante papel en el fútbol local, ya que los clubes milagreños como el Milagro Sporting Club, Unión Deportiva Valdez, Valdez Sporting Club, 9 de octubre de Guayaquil (provisional), Filanbanco de Guayaquil (provisional), Atlético Milagro y desde 2015 el Club Sport Emelec, actual campeón ecuatoriano, hacían y/o hacen de locales en este escenario deportivo.
El estadio es sede de distintos eventos deportivos a nivel local, así como es escenario para varios eventos de tipo cultural, especialmente conciertos musicales (que también se realizan en el Coliseo Ecuador Martínez de Milagro).
Además podemos encontrar el Estadio de Valdez, con capacidad para 1500 personas.
Milagro también cuenta con dos coliseos públicos: el Coliseo "abierto" Edmundo Valdez, con capacidad para 1000 personas y el Coliseo "cerrado", con capacidad para 2000 personas. No hay que olvidar que Milagro también posee el Milagro Tenis Club con varias canchas de cemento para el deporte del fútbol y una de arcilla para juegos profesionales. También tenemos el aporte de las dos universidades más grandes en Milagro, la UNEMI posee una cancha de fútbol y una de atletismo, y la U. Agraria del Ecuador - Ext. Milagro posee una cancha de fútbol, pista atlética y un maravilloso coliseo con cancha polifuncional.